# 아스트라제네카

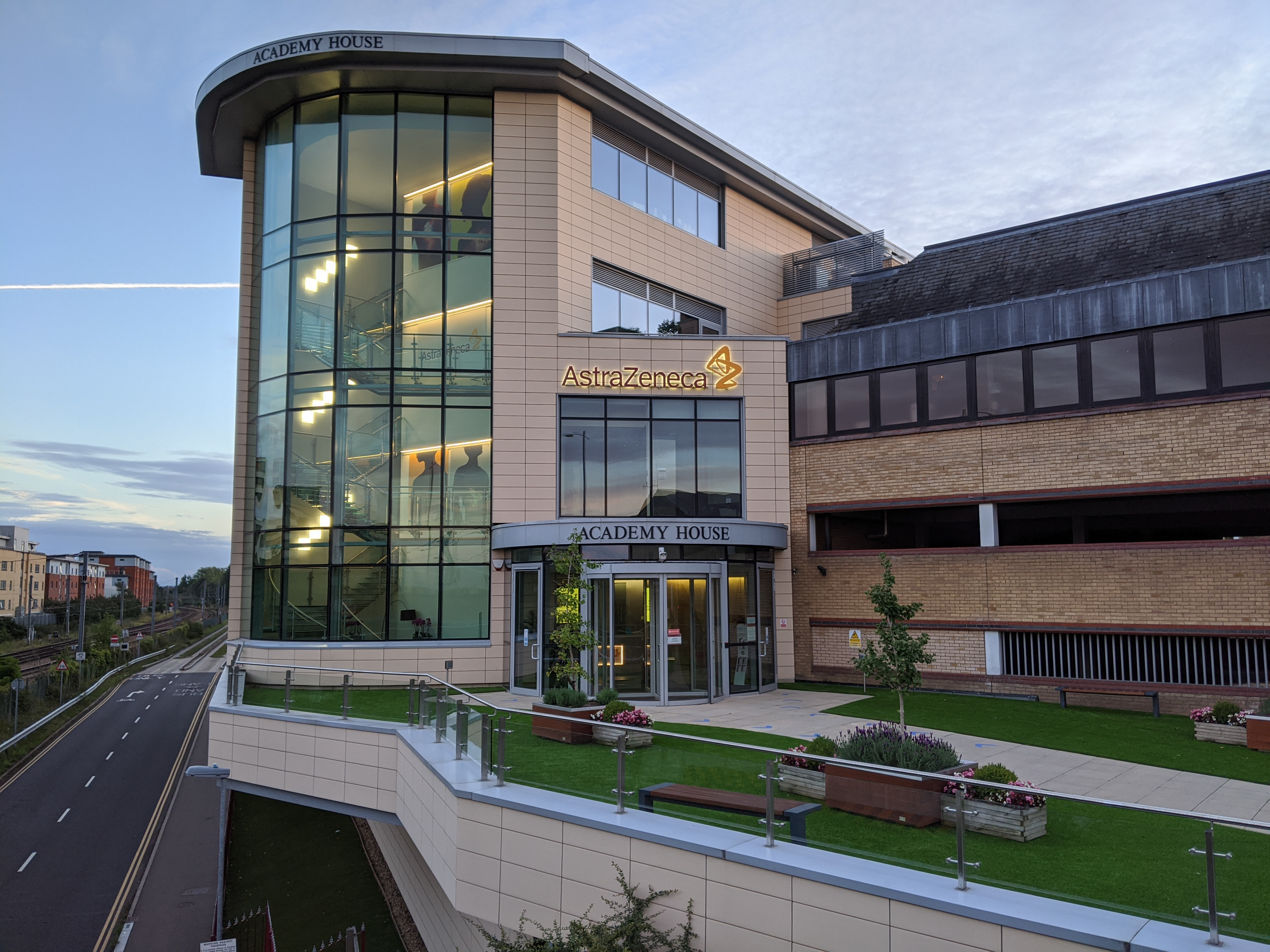

아스트라제네카 plc(AstraZeneca plc)는 과학을 기반으로 한 기업문화와 비전을 가진 스웨덴의 ‘아스트라 AB(AstraAB)’와 영국의 ‘제네카(Zeneca Group PLC)’의 인수 합병을 통해 설립된 다국적 제약회사이다.

## 연혁
- 1913년 스웨덴의 아스트라 에이비(Astra AB) 설립
- 1926년 제네카(zeneca)의 전신 임페리얼 케미컬 인더스트리즈(ICI) 설립
- 1993년 제네카 그룹과 ICI PLC가 독립 기업으로 분리
- 1998년 아스트라AB와 제네카 합병 발표
- 1999년 4월 스웨덴 아스트라AB(Astra AB)와 영국의 제네카(Zeneca)가 합병
- 2007년 생명공학회사 메드이뮨(MedImmune) 인수

## 제품
- 항암제 사업부: 이레사, 타그리소, 임핀지(폐암), 린파자(유방암, 난소암), 파슬로덱스(유방암)
- 당뇨순환기 사업부: 포시가(제2형당뇨병), 브릴린타(급성관상동맥증후군 등), 아타칸 (고혈압), 베타자이드 (고혈압)
- 호흡기·면역 사업부: 심비코트(천식, COPD), 파센라(천식)

## 같이 보기
- 유한양행
- 임페리얼 케미컬 인더스트리스